# 1926 год в изобразительном искусстве СССР
1926 год был отмечен рядом событий, оставивших заметный след в истории советского изобразительного искусства.

## События
- 21 марта в Ленинграде в залах Академии художеств открылась очередная «Выставка картин Общества имени А. И. Куинджи». Среди 592 работ 65 авторов экспонировались произведения Михаила Авилова, Александра Вахрамеева, Михаила Гужавина, Альфонса Жабы, Михаила Платунова, Аркадия Рылова, Ефима Чепцова, Альфреда Эберлинга и других художников[1].

- 3 мая в Москве на территории сельскохозяйственной выставки (ныне Центральный парк культуры и отдыха им. А. М. Горького) открылась VIII выставка картин и скульптуры АХРР «Жизнь и быт народов СССР», показанная затем в Ленинграде. Среди 1832 работ 294 авторов экспонировались произведения Михаила Авилова, Абрама Архипова, Фёдора Богородского, Исаака Бродского, Александра Вахрамеева, Сергея Герасимова, Митрофана Грекова, Николая Дормидонтова, Бориса Иогансона, Аристарха Лентулова, Александра Любимова, Василия Рождественского, Аркадия Рылова, Василия Сварога,  Василия Хвостенко, Ефима Чепцова, Альфреда Эберлинга и других художников[2].

- В Ленинграде открылась VI очередная выставка картин «Общества художников-индивидуалистов». Среди 446 работ 51 автора экспонировались произведения Якова Бровара, Альфонса Жабы, Юлия Клевера, Николая Рутковского и других художников[3].

- 7 ноября в Ленинграде у Финляндского вокзала открыт памятник В. И. Ленину, сооружённый по проекту скульптора С. А. Евсеева и архитекторов В. А. Щуко и В. Г. Гельфрейха и ставший первым завершённым памятником В. И. Ленину в городе[4].
- В ноябре в Москве при поддержке Художественного отдела Главнауки в залах Государственного Исторического музея открылась вторая выставка произведений художников общества "4 искусства". Среди 423 произведений 72 художников  экспонировались работы Льва Бруни, Константина Истомина, Алексея Кравченко, Павла Кузнецова, Казимира Малевича, Нины Нисс-Гольдман, Кузьмы Петрова-Водкина, Мартироса Сарьяна, Владимира Фаворского и других художников[5].

- В Ленинграде в залах Академии художеств открыта VIII выставка картин и скульптуры АХРР «Жизнь и быт народов СССР», показанная ранее в Москве. Среди 766 работ 145 авторов экспонировались произведения Михаила Авилова, Исаака Бродского, Александра Вахрамеева, Сергея Герасимова, Митрофана Грекова, Бориса Иогансона, Аристарха Лентулова, Александра Любимова, Василия Рождественского, Аркадия Рылова, Василия Сварога,  Василия Хвостенко, Ефима Чепцова, Альфреда Эберлинга и других художников[2].

## Деятели искусства

### Родились
- 31 января — Лев Русов Лев Александрович, живописец (ум. в 1987).
- 8 марта — Александра Токарева, живописец.
- 24 марта — Энгельс Козлов, живописец, народный художник Российской Федерации (ум. в 2007).
- 10 апреля — Валерия Ларина, живописец (ум. в 2008).
- 6 августа — Лев Овчинников, живописец и график (ум. в 2003).
- 9 августа — Елена Костенко, живописец
- 10 августа — Николай Алексеевич Мокров, живописец, заслуженный художник РФ (ум. 1996).
- 20 августа — Иван Дергилёв, художник-график (ум. в 1997).
- 28 октября — Мария Давидсон, живописец.
- 12 ноября — Альберт Фурсеев, живописец (ум. в 1997).
- 22 ноября — Борис Бельтюков, живописец.
- 27 ноября — Гурий Захаров, график, заслуженный художник РСФСР, лауреат премии имени И. Е. Репина (ум. в 1994).

### Скончались
- 16 марта — Александр Вахрамеев, живописец и педагог (род. в 1874).
- 23 июня — Виктор Васнецов, художник (род. в 1848).
- 7 июля — Фёдор Шехтель, архитектор и художник (род. в 1859).
- 22 октября — Иван Вельц, живописец (род. в 1866).

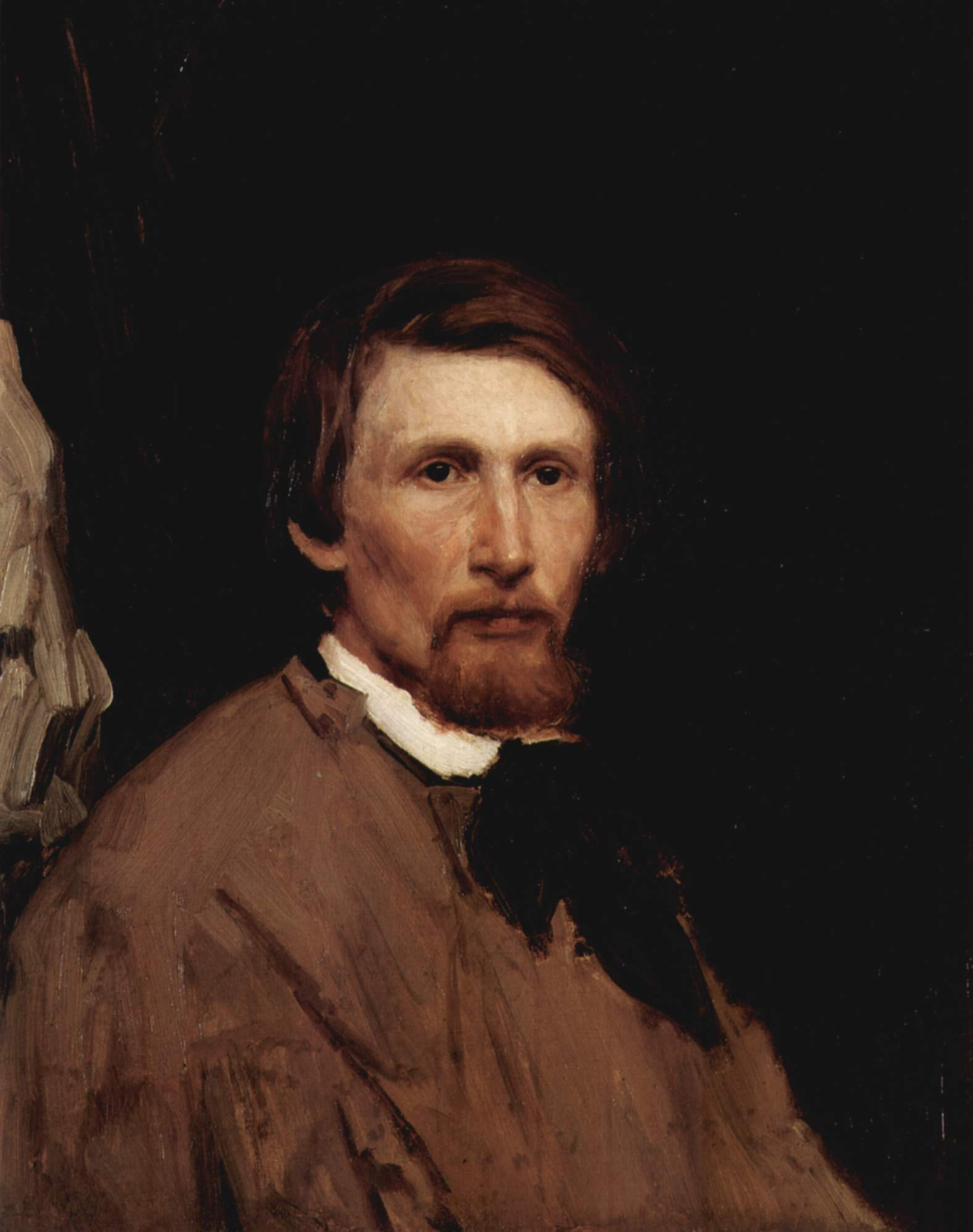
Виктор Васнецов
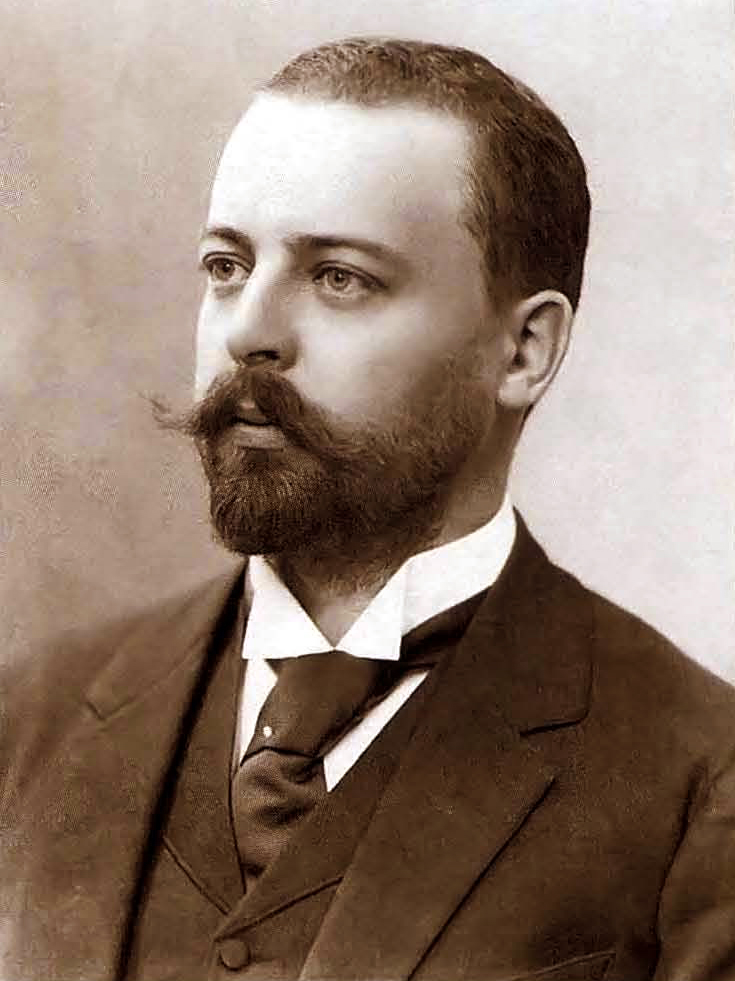
Фёдор Шехтель